# Антонель, Пьер-Антуан
Пьер-Антуан Антонель (фр. Pierre-Antoine Antonelle, 7 июля 1747, Арль — 26 ноября 1817, там же) — французский революционно-политический деятель, первый мэр Арля, депутат Законодательного собрания от департамента Буш-дю-Рон, президент Якобинского клуба, присяжный заседатель Революционного трибунала на процессе Марии-Антуанетты и жирондистов, журналист, корреспондент «Газеты свободных людей», «Плебейский оратор», «Монитор», один из руководителей «Заговора равных» во время Директории, противник Наполеона Бонапарта, автор «Катехизис третьего сословия для всех французских глубинок, и в особенности Прованса».

## Происхождение, молодость и начало карьеры

### Происхождение
Старинный дворянский род Антонелей происходит ещё с XVI века. Основателем был арльский рыбак, а затем торговец Антуанэ Бартелеми, который получил прозвище Антонель. С помощью торговли в Мартиге Антуанэ купил дом и церковный приход. Старший сын Антуанэ Бартелеми от первого брака, Гийом I Бартелеми организовал магазин в 1544 г., и в 1552 г. уже входил в число состоятельных арльских буржуа. Следующие потомки Антуан и Гонэ Бартелеми д’Антонель в мае 1578 г. получили дворянские титулы по предписанию Генриха III. С тех пор фамилия д’Антонель в течение нескольких веков существовала как одна из наиболее почитаемых в Арле, но вместе с этим практически никто из последующего поколения не состоял на службе в королевской армии. Большинство потомков занимало высшие правительственные посты, в том числе отец П.-А. Антонеля, Пьер Франсуа д’Антонель де Сан-Леже Кабасоль, шевалье и сеньор де Пине.

### Детство, юность и армейская служба
30 мая 1745 года Тереза-Агата де Сабатье де л’Армильер вышла замуж за Пьера Франсуа д’Антонеля. У них родились Жак-Филипп Огюсте д’Антонель (12 мая 1746 года) и Пьер-Антуан д’Антонель де Сан-Леже (17 июня 1747 года). Отец П.-А. Антонеля умер незадолго до его рождения. Воспитанием детей занималась мадам д' Антонель в одиночестве. П.-А. Антонеля определили в Парижскую Военную Академию, где воспитанием П.-А. Антонеля занимались очень влиятельные персоны: Ангулемский архиепископ Ж.-А. де Бройиль и аббат де Бройиль, графиня де Ламет, полковник д’Отишам. Молодой провансалец буквально очаровал всех наставников своей утонченной вежливостью, и получил прозвище «Capeou a la man», что можно трактовать как «Шляпа в руке», означая обходительный жест снятия шляпы с головы при приветствии. 9 июня 1762 года П.-А. Антонель прибыл на военную службу в Страсбург. В середине июня 1763 года П.-А. Антонель смог достигнуть звания младшего лейтенанта. В 24 года П.-А. Антонель покинул полк маркиза д’Отишама, и отправился из Сомюра в Ангулем, а затем в Париж, чтобы по возможности вступить в батальон маршала де Бройли при Королевском дворе.

Нахождение молодого человека в Париже принесло свои плоды в форме задатков революционного мышления и антипатии к религии. Одним из первых серьёзных размышлений, касательно социального и имущественного неравенства людей П.-А. Антонель в 1774 году поделился со своей матерью в письме, тем самым подчеркивая собственные личностные изменения:
«Всё государство разрозненно. Рядом с самым сияющим богатством, находится ужасающая нищета…Также существует различие: бедный человек несчастен по привычному порядку вещей, который он не в силах изменить, а богатство знатного человека — это не что иное, как порождение его больного воображения, которое он не может усмирить…»
Королевский двор, который П.-А. Антонель покинул без особых сожалений в 1774 году, так и не стал местом воплощения его амбиций.

П.-А. Антонель возвратился в родной город Арль, где попытки философского самообразования и интерес к литературному ремеслу, побудили его взяться за перо. Он писал в собственных заметка:
«В состоянии близком к безысходности, всего несколько книг — моё последнее пристанище. Кондильяки, Паскали, Бюффоны, Жан-Жаки, Ларошфуко, мудрый и скромный Локк. Я борюсь против них всех. Я никогда не соглашусь с ними. Иногда даже, я беру перо, я безумствую, я декламирую...»
П.-А. Антонель был влюблён в супругу своего полкового товарища графа де Шапеля, проживавших в Арле до 1786 г. Между ними завязалась тайная переписка, в которой П.-А. Антонель поначалу жаловался на несправедливость армейской жизни. Вскоре супружеская пара перебралась на постоянное место жительства в Париже, где находились до 1788 г. В связи с этим, переписка между П.-А. Антонелем и графиней де Шапель на время прекратилась. Впоследствии отношения были разорваны, когда в 1790 г. П.-А. Антонель был избран мэром Арля.
П.-А. Антонель руководствовался принципами, извлечёнными из трудов Ш. Монтескьё, Вольтера и Ж.-Ж. Руссо. Таким образом, он решительно осуждал деспотизм, поддерживал право человека на свободу, нетерпимо относился к религиозным учениям церкви, выступал против сословного неравенства, критиковал систему феодально-монархического строя, указывал на укоренение института частной собственности, от которого невозможно избавиться, если только не вступить на тропу гражданской войны.

### Первая публикация
Третье сословие, подкрепленное передовыми философскими идеями, чувствовало в себе силу взять управление страной в свои руки. К этому времени определённая часть аристократической прослойки, осознающая, что феодальная монархия приведёт государство к полному разорению, считала одной из своих основных задач оказание идеологической поддержки Третьему сословию. В число таких деятелей с аристократическим прошлым наряду с именем П.-А. Антонеля входили О. де Мирабо, Н. де Кондорсе, д’Обюсон и Б. де Сэн-Пьер. Многие из них демонстративно отказывались от своих дворянских титулов, выражая искренность и сочувствие буржуазии.

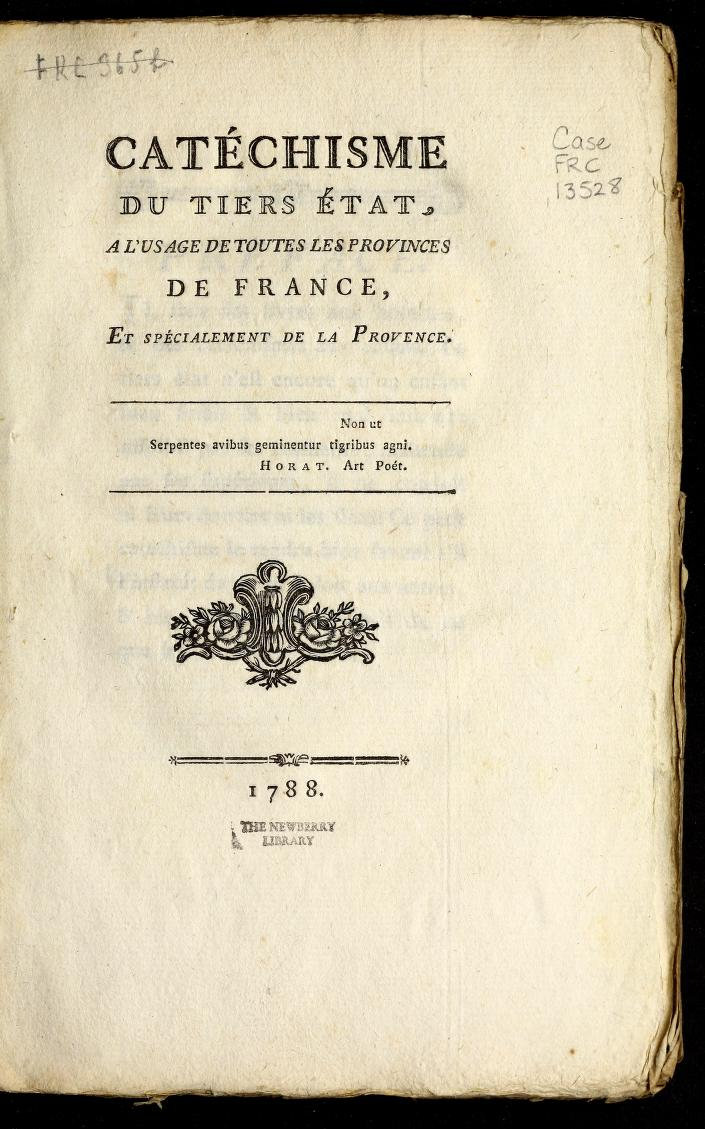
«Катехизис Третьего сословия…» (Catéchisme du Tiers État : a l’usage de toutes les provinces de France, et spécialement de la Provence)

В конце ноября 1788 года, П.-А. Антонель анонимно, по примеру Вольтера и Ш. Монтескьё, издал первый труд, известный как «Катехизис третьего сословия для всех французских глубинок, и в особенности Прованса». В январе 1789 года брошюра была переиздана повторно с указанием автора, и была отмечена успехом в Провансе. Фактически П.-А. Антонель был первым деятелем, задающимся вопросом о том, что из себя представляет Третье сословие, и затем Э.-Ж. Сийес позаимствовал эту идею, в связи с её популярностью, издав «Что такое Третье сословие?».
«Так сложилось, что книги пишут для взрослых, а катехизисы для детей. Третье сословие ещё очень слабое, плохо образованное дитя, истощенное бедами и издевательством вышестоящих. Оно не знает ни своего долга ни даже себя самого. Этот небольшой катехизис преподаст ему урок, укажет на то, чем оно обязано остальным и в особенности, чем они обязаны ему»

## Деятельность во время Великой французской революции

### Участие в революции в Провансе
С 1788 по 1789 годах вспыхнуло несколько серьёзных крестьянских восстаний, В Провансе очагами волнений были Марсель и Экс. Объявление о созыве Генеральных штатов создало огромное общественное возбуждение. Составлялись наказы (Сahiers de doléances) для отправки специальной комиссии. Крестьяне выражали посредством наказов свои жалобы на непосильные тяготы жизни. Буржуазия, объявившая себя представителем всей нации, требовала уничтожения феодальных пережитков общества, деление на сословия, торгово-промышленной свободы и самостоятельности, а также предоставления им политического права для участия в управлении страной. Кроме того, проходили выборы в Генеральные штаты, с чем были связаны особые дебаты.
Новость о революции была разнесена по всей стране. В особенности падение Бастилии было воспринято, как символическая победа над монархией. В провинциях происходили смещения старых властей, которые заменялись выборными органами. 2 августа 1789 года П.-А. Антонель, будучи капитаном в отставке, возглавил Национальную гвардию в Арле. Как известно, 4 августа 1789 года («ночь 4 августа» или «ночь чудес») Учредительное собрание Франции объявило об уничтожении феодального строя, отменив привилегии двух правящих классов, духовенства и дворянства. В этот же день в Арле П.-А. Антонель был избран в Постоянный совет, который заменил существовавший ранее Городской совет.
Законом от 14 декабря 1789 года муниципалитеты были обязаны устроить выборы мэра. Избирательное право на тот момент, как известно, предоставлялось только «активным гражданам», то есть способным оплачивать взносы, следовательно, это право было ограничено. 14 февраля 1790 года все избирательные комиссии закончили свою работу. 28 февраля 1790 года был объявлены результаты выборов среди 11 претендентов. Первым демократически избранным мэром Арля стал П.-А. Антонель.
Незадолго до возникновения Якобинского клуба, в Арле было сформировано движение моннэдьеры (Monnaidiers), состоящее, преимущественно, из радикальных элементов Третьего сословия. Название было предложено в честь старинной улицы Моннэ (Monnaie), переименованной позднее в Ла Рокет (Rue de La Roquette), на которой происходили первые собрания общества. По некоторым данным П.-А. Антонель, живущий на улице Ла Рокет (30 Rue de La Roquette), как минимум руководил Моннэдьерами. Заручившись народной поддержкой, П.-А. Антонель начал политическую карьеру.
Политика П.-А. Антонеля, построенная на радикальном антиклерикализме и средствах террора, поддерживалась марсельским клубом якобинцев, многими союзниками близлежащих городов и Авиньона. В числе последователей П.-А. Антонеля было по меньшей мере 300 патриотов, которые помогали изгнать священников из Арля 6 июня 1791 года. Кроме того, в целях экономии бюджета, 12 июля 1791 года П.-А. Антонель постановил убрать освещение из собора Святого Трофима, которое безвозмездно оплачивал Арль, однако предложение было отклонено муниципальным большинством, то есть большинством контрреволюционеров, заседавших во власти.
В ноябре 1791 года были проведены новые выборы, где мэром избрали некого Лойса. П.-А. Антонель был вынужден бежать в Экс, откуда призывал общины вооружаться против роялистов, которые образовали в Арле свой клуб Шиффонистов (Chiffonistes), по имени церковного сановника Жиффона (Giffon) в ответ на клуб Моннэдьеров.
9 июня 1791 года П.-А. Антонель сложил полномочия мэра и 3 августа 1791 года покинул Арль, уехав в соседний город Экс. Вскоре 30 августа 1791 года он был избран депутатом в Законодательное собрание от департамента Буш-дю-Рон. Наконец, 19 сентября 1791 года выборы завершились, и П.-А. Антонель отправился в Париж. 

### Политическая деятельность в Париже
1 октября 1791 года Законодательное собрание приступило к своей работе. По прибытии в Париж он был сразу же был избран президентом Якобинского клуба. 10 августа 1792 года произошло народное восстание, способствовавшее практически полному низвержению французской монархии. Вскоре по требованию парижской Коммуны, к которой перешло управление городом, королевская семья была арестована. Ж. Лафайет, командующий центральной армией и перешедший на сторону монархии, должен был предпринять какие-либо действия. Законодательное собрание, в предчувствии предательства, постаралось получить полное одобрение армии. По его заданию специальные комиссары должны были отправиться к войскам, и добиваться их поддержки и расположения. 11 августа 1792 года комиссарами были назначены П.-А. Антонель, М.-Ж. Перальди и А.-Г. де Керсен. Ж. Лафайету удалось убедить администрацию города Седана и Директорию Арденн в том, что комиссары — это «орудия мятежников» или же сами мятежники. В результате они были арестованы и помещены в тюрьму. 19-20 августа 1792 года Ж. Лафайет под страхом преследования совершил побег за пределы Франции. Впоследствии его должность занял энергичный Ш. Ф. Дюмурье (к слову, затем он также сбежал за границу).

### Революционный трибунал
10 марта 1793 года Ж. Ж. Дантон предложил организовать Революционный трибунал на основе существующего Чрезвычайного трибунала. В октябре 1792 года его кандидатура была выдвинута на должность парижского мэра, но он был вынужден от неё отказаться, так как выбрал пост присяжного заседателя в Революционном трибунале. Впоследствии он был печально известен как руководитель присяжных во время судебного процесса над королевой Марией-Антуанеттой и двадцать одним жирондистом. Но, проявив некоторое колебание во время этого второго процесса в мае 1794 года он стал подозреваемым в глазах революционного правительства и был интернирован в тюрьму.

### Во время Термидора и Директории
9 термидора 2 года республики (27 июля 1794 года) произошёл Термидорианский переворот, который ознаменовал падение Якобинской диктатуры, и последующую казнь М. Робеспера. Революционный трибунал был реорганизован под нужды антиякобинского правительства, которое возглавляли заговорщики: Ж. Фуше, Ж.-Л. Тальен и П. Баррас. Были амнистированы многие заключенные по политическим мотивам, в том числе Антонель. Во время восстания роялистов 13 вандемьера IV года Антонель принимал участие  в защите Конвента. В 1795 году «Официальная газета» (Journal Officiel), принадлежащая Директории, пригласила его на должность главного редактора. Однако, не успев приступить к обязанностям, он был вынужден покинуть этот пост 9 фримера 4 года республики (30 ноября 1795 г.). Антонель продолжает работу в «Газете свободных людей», с которой у него сложилось удачное сотрудничество.

### Заговор равных Гракха Бабёфа
В 4 году республики (1795—1796 гг.) П.-А. Антонель и Ф. Лепелетье стремились воссоздать прежний Якобинский клуб. В результате, 6 ноября 1795 года возник клуб Пантеона, который в промежутке в 4 году республики (1795—1796 гг.) насчитывал 943 человека. Клуб Пантеона проводил свои собрания в Христианской кофейне, где были прочитаны сочинения Г. Бабёфа, и откуда отправлялись письма членам клуба в провинциях, обходя закон о запрете переписки политических обществ. Тем не менее, 8 вантоза 4 года республики (27 февраля 1796 года) Директория постановила закрыть клуб Пантеона. Между его участниками было решено организовать тайный «заговор равных» — это был первый признак зарождения радикально-социалистической партии. Главным образом, заговор сформировался вокруг Г. Бабёфа. Центральным аппаратом управления заговора должна была стать «Тайная директория общественного спасения», в которую вошли Г. Бабёф, П.-А. Антонель, С. Марешаль и Ф. Буанарроти. У заговора был свой военный комитет, состоящий из Фиона, С. Жермена, Массора, А. Россиньоля и Ж. Гризеля. Первое собрание прошло в начале брюмера 4 года республики (23-31 октября 1795 года) в квартире некого Буэна. После чего угроза ареста Г. Бабёфа вынуждало переносить собрания на квартиры к Дарте, А. Амару или в другие места. «Заговор Равных» был раскрыт 21 флореаля 4 года республики (10 мая 1796 г.) с помощью офицера Ж. Гризеля, который был привлечён в заговор как руководитель военного комитета. Участники заговора были арестованы и осуждены Высшим судом в Вандоме. Судебный процесс длился со 2 вантоза по 7 прериаля 5 года республики (20 февраля 1797 — 26 мая 1797 гг.). Всего было 82 подозреваемых, из которых 18 успели скрыться, а 64 были посажены в тюрьму. Основной виной, вменяемой подсудимым, было призыв к установлению Конституции 1793 года, вместо вступившей в силу законно избранной Конституции 1795 года, и подстрекательство граждан против легитимной верховной власти. В результате Г. Бабёф и А.-А. Дарте были приговорены к смертной казни. Приговор был приведен в действие 8 прериаля 5 года республики (27 мая 1797 г.). Наказание легкой степени получили некоторые другие участники С. Жермэ, Маруа, Казен, Блондо, Буэн, Менессе. Все остальные были оправданы, в том числе Амар, Друэ, Ф. Лепелетье и П.-А. Антонель

## Более поздняя жизнь и деятельность
Затем вместе с Баррасом Антонель основала журнал «Демократическая конституция» и поддержал переворот 18 фрюктидора. Незадолго до государственного переворота Наполеона, Антонель был избран в Совет 500, но выборы были аннулированы. Через неделю Антонель был сослан в Шарант-Инферьер. Во время Первой империи Антонель считалась опасным анархистским агитатором и находился под надзором полиции. В результате он присоединился к Людовику XVIII во время Реставрации Бурбонов, опубликовав брошюру под названием Reveil d'un vieillard, в которой выступал за конституционную монархию. Проведя некоторое время в Италии, он переехал в Арль, где унаследовал большое поместье. Все еще популярный в Арле, он стал хорошо известен своим справедливым обращением с крестьянами, которые работали на его землях. Народ приветствовал его публичную похоронную церемонию в 1817 году, которую местное духовенство бойкотировало из-за его резкого антиклерикализма.